# SNCV Groupe de Melreux
Le groupe de Melreux de la Société nationale des chemins de fer vicinaux (SNCV) était l'un des réseaux de tramway de la SNCV dans la province de Luxembourg.

## Lignes
Il ne comprenait que des lignes non électrifiées :
- 500 Melreux - La Roche-en-Ardenne ;
- 579A Melreux - Manhay ;
- 579B Manhay - Comblain-la-Tour.